# Rullskidor

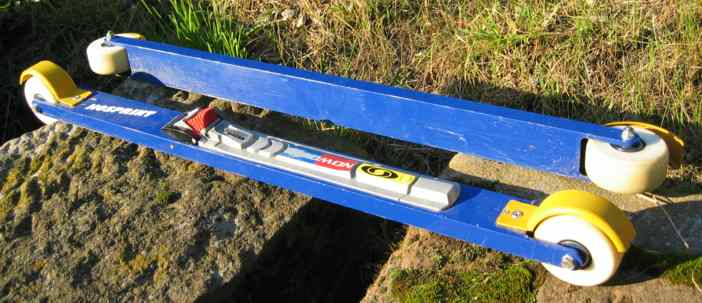
Rullskidor.

Rullskidor är en form av skidor på hjul som ofta används av längdskidåkare  som träning om somrarna, då de kan köras på asfalterad bana. Rullskidor slog igenom i slutet av 1970-talet, då det användes som sommarträning av svenska längdskidåkare som Sven-Åke Lundbäck och Thomas Wassberg.
Mellan längdskidåkningssäsongerna anordnas tävlingar på rullskidor. Tävlingsverksamheten organiseras internationellt av FIS och nationellt av de nationella förbunden. Det förekommer tävlingar med SM- och VM-status. Sverige har tagit många medaljer i VM. Ivar Westin har varit en av de mest framgångsrika rullskidåkarna i Sverige.

### Fotnoter
1. ↑  Kalle Forssell (27 februari 2011). ”Svenska skidkungar genom åren” (på svenska). Expressen. https://www.expressen.se/sport/langdskidor/svenska-skidkungar-genom-aren/. Läst 25 augusti 2018.